# Jean-François Thomas
Ne doit pas être confondu avec Jean-François Thomas (prêtre jésuite) ou Jean-François Thomas de Thomon.
Jean-François Thomas, né le 11 juin 1952 à Lausanne, est un anthologiste, critique littéraire, nouvelliste, formateur d'adultes et directeur de collection suisse de science-fiction.

## Biographie
Jean-François Thomas obtient sa maturité gymnasiale en Suisse en 1972. Après plusieurs années de travail comme bibliothécaire, il reprend ses études et obtient une licence ès lettres en 1985 à l'université de Lausanne. Il exerce ensuite pendant de nombreuses années le métier de formateur d'adultes avec brevet fédéral.
Son activité d'écrivain commence par la publication d'une dizaine de nouvelles, parues principalement dans des anthologies. En 1982, il écrit la pièce radiophonique policière Le crime du compactus diffusée par Radio-Lausanne. En 2005, sa nouvelle Une, deux, trois…, incluse dans le recueil Petits meurtres en Suisse, obtient un prix. Quatre ans plus tard, il publie une anthologie historique de science-fiction suisse romande titrée Défricheurs de l'imaginaire, éditée par Bernard Campiche. De 2001 à 2011, il a été président du conseil de fondation de la Maison d'Ailleurs, musée de la science-fiction et de l'utopie à Yverdon-les-Bains. En 2016, il co-dirige avec Elena Avdija l'anthologie Futurs insolites. Plus tard, il écrit le roman pour la jeunesse Trocs de choc, suivi par les romans policiers Une semaine à tuer (2020) et Le Cri du lézard (2024).
Il a été critique littéraire pour le quotidien suisse 24 heures de 1988 à 2008 et pour la revue littéraire Le Passe-muraille. Il collabore avec la revue de science-fiction Galaxies.
Depuis 2017, il dirige la collection de science-fiction Cavorite et calabi-yau chez l'éditeur veveysan Hélice Hélas.
Il a deux enfants et vit à Jouxtens-Mézery.

## Œuvres

### Romans
- Trocs de choc, Ex-aequo, 2018, roman jeunesse, 137 p.  (ISBN 978-2-37873-052-9)
- Une semaine à tuer, 2020, Bernard Campiche éditeur, 198 p.  (ISBN 978-2-88241-457-1)
- Le Cri du lézard, 2024, Bernard Campiche éditeur, 271 p.  (ISBN 978-2-88241-546-2)

### Nouvelles
- La Ceinture punitive, 1975
- Un aspect de la nouvelle politique économique, 1975
- Attention au micro, 1976
- Le Poutche, 1982
- Jeu de puces, 1998
- Les Tuyaux, 2001
- Le Recruteur, 2003
- Une, deux, trois..., 2005
- SF, 2005
- Magiciennes dentelées, 2005
- Stop statues, 2007
- Un amour de vampire, 2007
- Fahrenheit 41, 2009
- Partir, c'est mourir un peu, 2010, in Dimension Suisse, Rivière Blanche, repris in Les Trésors des Fusées (francophones), Rivière Blanche, 2024
- Stupre et faction, in Dimension merveilleux scientifique, Rivière Blanche, 2015
- Les Tubercules de Trivia, in Dimension Sidération, Rivière Blanche, 2016
- Chakrouar III, in Destinations, Mnémos, 2017
- Une rencontre olfactive, in Dimension merveilleux scientifique 6, Rivière Blanche, 2020
- Fiestalloween, in Halloween en 13 nouvelles, Editions Kadaline, 2021
- Briefing, in revue Galaxies, nouvelle série, no 76, 2022
- L'Abomination sous la pierre, in Sous nos monts hallucinés, Hélice Hélas, 2025

### Anthologies
- Défricheurs d'imaginaire. Une anthologie historique de science-fiction suisse romande, Bernard Campiche éditeur, 2009
- Futurs insolites. Laboratoire d'anticipation helvétique, Hélice Hélas, 2016

### Pièce de théâtre
- Le crime du compactus. Pièce policière radiophonique diffusée sur les ondes de Radio-Lausanne le 31 janvier 1982.

### Critiques
- Histoire de la littérature en Suisse romande, publ. sous la dir. de Roger Francillon, p. 1470-1471, Zoé, 2015

## Mentions
- 2005 : 2e prix pour Une, deux, trois..., in Petits meurtres en Suisse, Ed. Zoé.
- 2005 : prix Pépin de bronze pour SF[6]
- 2010 : proposé pour le prix spécial du Grand Prix de l'imaginaire pour l'anthologie Défricheurs d'imaginaire, Bernard Campiche éditeur[7].